# 圓山交流道
圓山交流道是臺灣國道一號的交流道，位於臺北市中山區，指標為23.2k。其與台北交流道（重慶北路交流道）、內湖交流道（成功路交流道）同為臺北市區的三大交流道。因為出口預告標示寫的是主要銜接道路——建國北路，故部分用路人稱其為「建國北路交流道」。除建國北路出入口之外，於濱江街設有北上出口及南下入口。其直接銜接臺北市區主要快速道路之一的建國高架道路之起點。
|              | 南下     | 23 圓山         | 建國北路        | 建國北路  |
| 北上         | 23A 圓山 | 濱江街          | 濱江街          |           |
| 北上         | 23B 圓山 | 建國北路 松江路 | 建國北路 松江路 |           |
| 建國高架道路 | 不適用   | 不適用          |                 | 基隆 桃園 |

## 外部連結
- 國道一號圓山交流道示意圖 （页面存档备份，存于）（交通部高速公路局）